# Бабина
Ба́бина — село в Україні, у Самбірському районі Львівської області. Населення становить 1600. Входить до  Новокалинівської міської громади.

## Населення

### Мова
Розподіл населення за рідною мовою за даними перепису 2001 року:
| Мова            | Кількість | Відсоток |
| --------------- | --------- | -------- |
| українська      | 1708      | 99.82%   |
| російська       | 1         | 0.06%    |
| білоруська      | 1         | 0.06%    |
| інші/не вказали | 1         | 0.06%    |
| Усього          | 1711      | 100%     |

## Назва
За роки радянської влади село в документах називали «Бабине». 1989 р. селу повернули історичну назву.

## Коротка історія

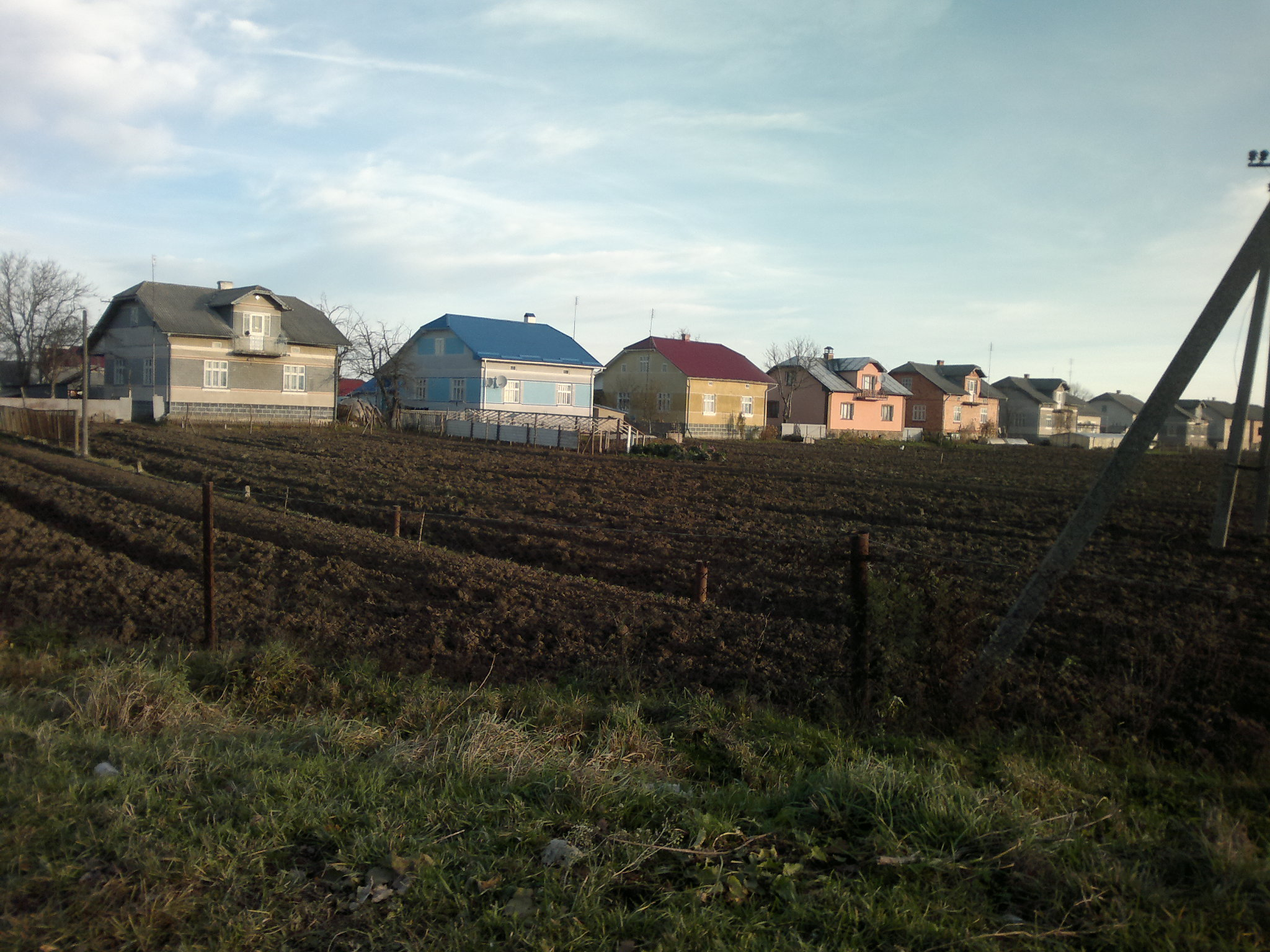

Перша документальна згадка про село Бабина датується 8 жовтня 1292 року. Це грамота князя Льва Даниловича, якою він дарував (Старо) Самбірському єпископові Єпитимію села Страшевичі, Созань, Бабина, Потік, Спас, Лаврів з монастирем св. Онуфрія, Торчиновичі, Торгановичі, Лип'є, Розлуч та інші. Цей факт дарування підтверджується грамотою польського короля Сигізмунда І від 1548 року. Цей документ знаходився в архіві Перемишльської греко-католицької консисторії. До наших днів ця грамота не збереглась.
На початку XIV століття, згідно з переказами, була збудована перша дерев'яна церква. Вона належала до Самбірської єпархії, заснованої в XII столітті при храмі Преображення Господнього в Спасі біля Старого Самбора. Самбірську єпархію близько 1422 року об'єднали з Перемиською. Дерев'яною була і дзвіниця, що стояла поруч з церквою. Ця церква простояла майже до середини XVII століття.
За податковим реєстром 1515 року були млин і 2 лани (коло 50 га) оброблюваної землі.
У 1542 році королева Бона Сфорца будує у східній частині села Бабина двір з церквою і дзвіницею, де поселилася вся королівська родина разом з охороною.
Збереглася грамота від 3 лютого 1563 р. видана королевою Боною Сфорцою, у якій говориться, що парафія села Бабина «надана побожному духовнику, попу Андрію грецького (східного) православного обряду». Цю грамоту затвердив своїм власноручним підписом і печаттю Сигізмунд II Август — король Польщі.
Але незабаром, як свідчать перекази, місце, де стояла церква та інші будівлі, провалилося і утворилася велика яма, яка заповнилася водою. Спеціалісти з нафторозвідувальної експедиції, які  1927 року досліджували місцевість, можливою причиною назвали природний газ. Доказом стало відкриття неподалік у квітні 1968 року газового родовища, яке названо «Пинянським».
За податковим реєстром 1589 року село входило до Самбірського повіту Перемишльської землі Руського воєводства, у селі було 2 лани (коло 50 га) оброблюваної землі, корчма, 8 загородників.
В 1640 році на тому місці, де сьогодні стоїть кам'яна церква св. апостола євангелиста Івана Богослова, жителі села збудували нову дерев'яну церкву східного стилю з трьома невеликими банями, покритими бляхою. На окремо розміщеній дзвіниці було три дзвони, які були перевезені з старої дзвіниці. Найбільший дзвін з написом важив 100 кілограмів. Стару церкву було розібрано, на тому місці встановлено дерев'яного хреста і посаджено чотири берези, які росли до 40-х років XX століття.
У 1672 році під час нападу турків і татар при обороні церкви загинули три брати Білогруди (їм було відтято голови). Їхні тіла захоронили зліва від вхідної церковної брами, а на могилі посадили липу. Липа розрослася до трьох стовбурів. Цю липу було зрізано 13 лютого 1997 року, оскільки вона спорохнявіла і становила небезпеку для людей.
У 1724 році в Бабині побував учений і письменник з Києва Василь Григорович Барський.
8 жовтня 1846 року народився Біликовський Іван Симеонович, який у майбутньому став музичним діячем, диригентом, композитором і педагогом.

## Знаменні події з життя парафії с. Бабина

Храм Івана Богослова в селі Бабина

У 1897 році за священикування Петра Плешкевича розпочато будівництво нової кам'яної церкви, яка стоїть і понині. Тривало будівництво по 1902 рік. 9 жовтня 1902 року єпископ Перемиський Костянтин Чехович освятив новий храм. Церква була і безперервно діє (її не зачинили навіть в атеїстичні часи, як це робили по інших селах).
1988 року з нагоди 1000-ліття Хрещення України-Руси біля церкви встановлено пам'ятник святим рівноапостольним княгині Ользі і князю Володимиру.
Починаючи з 1989 року і по сьогодні при церкві діє недільна школа (заняття з катихизму).

Пам'ятник на честь річниці Незалежності України

В серпні 1992 року освячено встановлену напроти церкви через дорогу фігуру Божої Матері. На фігурі написано: «Пам'ятник річниці Незалежності України. 24.08.1992»

Плащаниця храму Івана Богослова в селі Бабина Самбірського району

25 грудня 1996 року храм св. апостола Івана Богослова відвідав Святійший Філарет, Патріарх Київський і всієї Руси-України. Ці відвідини відбулися в рамках візиту до Львівсько-Сокальської та Дрогобицько-Самбірської єпархій. Святійшого патріарха супроводжували митрополит Львівський і Сокальський Андрій (Горак) та єпископ Дрогобицький і Самбірський Феодосій (Пецина), а також численне духовенство з мирянами.
У червні 1996 року розпочато будівництво нової цегляної дзвіниці (на фото — на задньому плані) — подарунок до 100-річного ювілею храму, що випадало на 9 жовтня 1997 року.

9 жовтня 1997 року відбулося свято — 100-річний ювілей храму св. апостола Івана Богослова. Архієрейську літургію очолив преосвященніший Феодосій, єпископ Дрогобицький і Самбірський. Після Служби Божої освячено новозбудовану дзвіницю і нагороджено Благословенною грамотою парафію села Бабина.
У 2004–2006 роках оновлено куполи та фасад храму, зроблено капітальний зовнішній ремонт святині.